# 竜泉寺ダム
竜泉寺ダム（りゅうせんじダム）は、広島県尾道市木ノ庄町木門田字花ヶ迫にある藤井川水系木門田川に建設されたダムである。

## 概要
当地には1941年に建設された貯水池の二ツ釜池があった。しかし、尾道市のある瀬戸内海地方は日本国内でも降水量の少ない気候であり慢性的に水不足であった。1955年の大干ばつを機に貯水池の能力増強のためダムが建設する事になり、農業用水と尾道市および向島と因島などの島嶼部の生活用水確保の為、1962年10月に起工し、1965年6月に完成した。

## 周辺
堰堤が中国自然歩道のコースになっているほか、近くには山陽自動車道があり、貯水池から橋脚がみえる。

## 関連事項
- 日本のダム一覧
- 日本の重力式ダム一覧
- 日本の多目的ダム一覧